# Cannelier de Chine
Cinnamomum cassia
Pour les autres arbres du même nom, voir Cannelier. Pour les épices, voir Cannelle.
Espèce
Classification phylogénétique
Le cannelier de Chine (Cinnamomum cassia) est une espèce de plantes à fleurs de la famille des Lauraceae. C'est un arbre originaire de Chine. Il est aussi nommé casse, cannelier casse, cassia, cannelle de Cochinchine, fausse cannelle.

## Aire de répartition
Le Cannelier croît au Malabar, en Cochinchine, en Chine et dans les îles de la Sonde.

## Utilisation

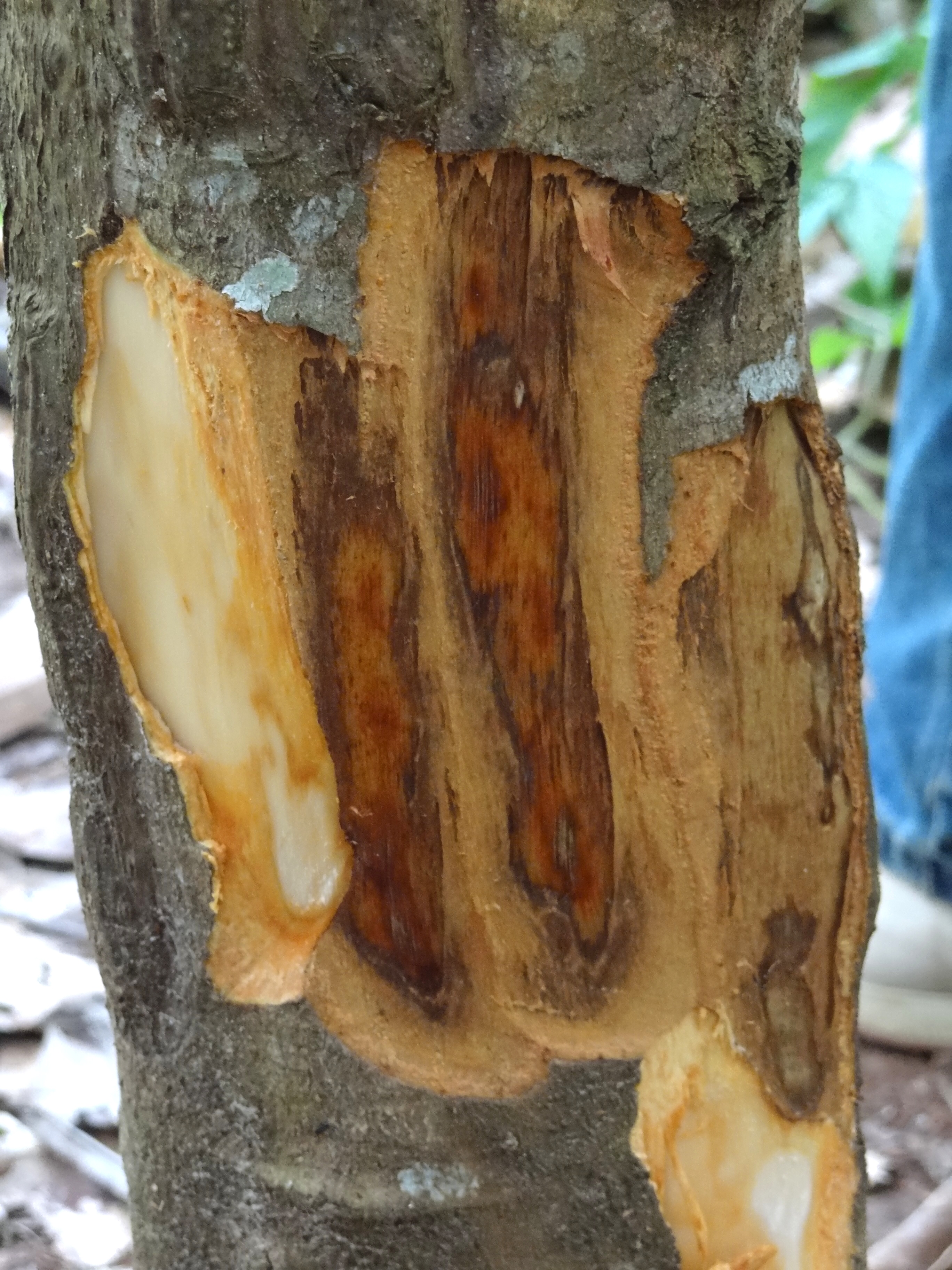
Tronc d'un cannelier de Chine dont l'écorce a été prélevée.

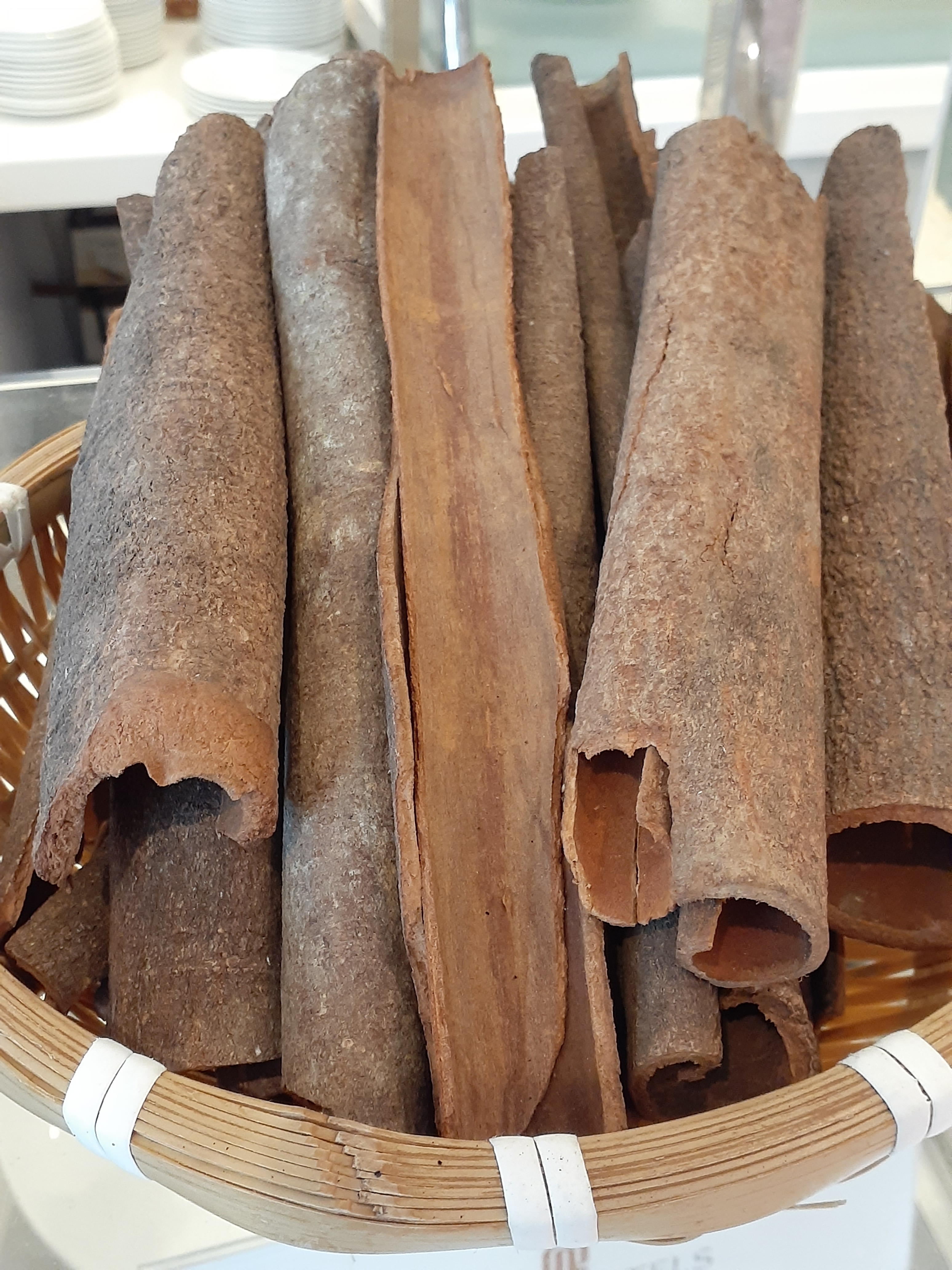
Cannelle de Chine.

Les anciens allaient chercher la casse dans l’extrême Orient, surtout sur la côte de Malabar, où on la recueillait abondamment, jusqu’à l’époque où les Hollandais
en détruisirent les plantations pour donner plus de prix à la cannelle de Ceylan. Aujourd’hui la casse ou cannelle du Laurus cassia nous vient surtout de la Chine.
On recueille l’écorce dès que l’arbre a six ou sept ans ; on dépouille les branches deux fois dans l’année, en enlevant l’écorce par lanières, à l’aide d’incisions longitudinales (voir photo ci-contre). Ces lanières, réunies par paquet jusqu’à ce que la partie verte supérieure de l’écorce se détache facilement, sont ensuite roulées en cylindres qu’on emboîte les uns dans les autres et qu’on fait sécher à l’ombre, puis au soleil. 
Tout comme le cannelier de Ceylan (Cinnamomum verum), cet arbre possède une écorce aromatique riche en huile essentielle, à la saveur chaude et piquante ; mais l’essence, d’un jaune doré, est moins suave que la cannelle de Ceylan. Cette épice, la casse, est aussi vendue sous le nom de cannelle de Chine. Celle-ci est utilisée en cuisine comme condiment. L'huile de cannelle de Chine est également utilisée en parfumerie et en aromathérapie. Plus piquante, moins coûteuse, elle est très répandue sur le marché américain[réf. nécessaire].
Il est très utilisé en médecine Kampo.

## Synonyme
- Cinnamomum aromaticum Nees